# Javna rasprava
Javna rasprava predstavlja ključni oblik konsultovanja i učešća građana, organizacija, organa, stručne i ostale zainteresovane javnosti u procesu pripreme zakona. Samim tim, javna rasprava je i jedan od važnih mehanizama za obezbeđivanje transparentnosti rada organa državne uprave.

## Svrha održavanja javnih rasprava
Javne rasprave održavaju se kako bi se dobilo mišljenje, čule sugestije javnosti koje se predloženi zakon tiče, kao i predlozi za rešenja, sve u cilju da se definišu što kvalitetnije javne politike.
Javne rasprave su jedno od bitnijih oružja u borbi protiv korupcije, ali i dobar način da se izgradi poverenje građana u vladu, čiji bi autoritet trebalo da se zasniva upravo na tom poverenju.1
Prilikom donošenja odluka, izuzetno je važno da postoji interakcija između javnih vlasti i građana, odnosno da vlast građane vidi kao učesnike javnih politika, i da ih u skladu sa tim infromiše o odlukama koje ih se direktno tiču, ali i da kreira okruženje u kome će ti građani moći da učestvuju u odlučivanju.
Javne rasprave organizuju se kako bi se obezbedila:
1. informisanost široke javnosti o planiranim aktivnostima na pripremi zakona;
2. potpunija razmena informacija između ministarstava i zainteresovane javnosti;
3. učestvovanje zainteresovane javnosti u pripremi zakona;
4. otklanjanje negativnih posledica u primeni zakona;
5. kvalitetnije definisanje javnih politika i unapređivanje kvaliteta zakona.[1]

## Sprovođenje javnih rasprava
Javna rasprava može se sprovoditi u dva oblika, kao:
1. konsultovanje zainteresovane javnosti u početnoj fazi pripreme zakona i
2. rasprava o tekstu zakona, odnosno nacrta zakona.[1]

Javne rasprave se sprovode u sledećim slučajevima:
1. kada se priprema nov sistemski zakon;
2. kada se priprema nov zakon, osim ako predlagač ne odluči drugačije;
3. kada se priprema zakon o izmenama i dopunama nekog zakona koji bitno menja rešenja iz već postojećeg zakona;
4. kada se priprema zakon o potvrđivanju međunarodnog ugovora, i to ukoliko nadležni odbor odluči da se sprovede javna rasprava, na predlog Ministarstva spoljnih poslova ili organa državne uprave iz čijeg se delokruga uređuju pitanja tim ugovorom.

## Postupci organizovanja javnih rasprava
Postoje ustaljeni koraci u organizovanju i sprovođenju javnih rasprava. Svaka počinje javnim pozivom za učešće u javnoj raspravi, koji obavezno sadrži program javne rasprave na internet stranici predlagača i portalu e-uprave. Javni poziv mora imati i informacije o obrazovanju i sastavu radne grupe koja je pripremila nacrt, odnosno predlog akta zbog koga se javna rasprava održava. Program javne rasprave sastoji se od nacrta, odnosno predloga akta koji je predmet javne rasprave sa obrazloženjem i prilozima utvrđenim ovim poslovnikom, rok za sprovođenje javne rasprave, važne informacije o aktivnostima koje se planiraju u okviru javne rasprave (održavanje okruglih stolova, tribina, adresu i vreme njihovog održavanja i slično), način dostavljanja predloga, sugestija, inicijativa i komentara, kao i druge podatke značajne za njeno sprovođenje. Rok za dostavljanje inicijativa, predloga, sugestija i komentara u pismenom ili elektronskom obliku iznosi najmanje 15 dana od dana objavljivanja javnog poziva, a javna rasprava traje najmanje 20 dana. Ako predlagač ne sprovede javnu raspravu, a bio je obavezan, program javne rasprave, kao i rok u kome će se sprovesti određuje nadležni odbor. Predlagača koji ne sprovede javnu raspravu prema programu koji mu je odredio nadležni odbor, obavezuje se da javnu raspravu sprovede u potpunosti. Predlagač je dužan da izveštaj o sprovedenoj javnoj raspravi objavi na svojoj internet stranici i portalu e-uprave najkasnije u roku od 15 dana od dana okončanja javne rasprave.

## Razlikovanje javne rasprave od javnog slušanja
Često se u praksi pojam javne rasprave izjednačava sa pojmoj javnog slušanja, ali po Slobodanu Nikoliću, postoji 13 stvari koje treba razlikovati kada govorimo o ova dva pojma: 
1. vreme trajanja – javno slušanje obično traje nekoliko sati u toku jednog dana, dok je minimalno trajanje javne rasprave 20 dana, dok maksimalno trajanje nije propisano;
2. način (pravne) uređenosti i formalnost - javno slušanje predstavlja detaljnije proceduralno uređen mehanizam u kome je tačno određeno ko podnosi predlog za organizovanje javnog slušanja, ko predlaže temu i spisak lica koja će biti pozvana, ko donosi odluku o organizovanju javnog slušanja, ko govori, koliko se govori, ko predsedava, šta nakon javnog slušanja, kako se autorizuju izrečeni stavovi, ko može uputiti pisanu primedbu. Sa druge strane, javna rasprava nema tako detaljno, već okvirno uređenu proceduru održavanja.
3. subjekt (organ) koji organizuje i sprovodi - javno slušanje je u rukama parlamenta, odnosno organizuju ga radna tela parlamenta, tj. skupština na nacionalnom ili lokalnom nivou. Suprotno tome, javnu raspravu na nacionalnom nivou, organizuje i sprovodi izvršna vlast, tj. određeno ministarstvo, odnosno Vlada.
4. faza postupka za donošenje propisa ili akta (najčešće zakonodavnog postupka) u kojoj se sprovodi - javno slušanje se organizuje u vezi sa predlogom zakona, koji je već formalno podnet Narodnoj skupštini u obliku predloga, odnosno koji je u tzv. skupštinskoj proceduri, dok se javna rasprava organizuje u vezi sa nacrtom zakona, odnosno nacrtom drugog propisa ili akta (pre nego što se na sednici Vlade utvrdi predlog i on uputi Narodnoj skupštini).
5. mesto održavanja - javno slušanje se uvek održava na samo jednom mestu, u parlamentu ili van njega. Sa druge strane, jedna javna rasprava se održava na različitim mestima, tokom jedne javne rasprave organizuju se aktivnosti na više mesta. Pored toga, javna rasprava se odvija i putem novinskih tekstova, objava na internetu, dostavljanjem mejlova, održavanjem manjih stručnih skupova, okruglih stolova, konferencija, sprovođenjem anketa i organizovanjem drugih aktivnosti. Zbog toga se može reći i da je javna rasprava šira i da uključuje veći broj ljudi.
6. istovremeno fizičko prisustvo svih učesnika/zainteresovanih strana i mogućnost da se čuju stavovi svih učesnika/zainteresovanih strana - na javnom slušanju su istovremeno zajedno prisutni svi učesnici i slušaju jedni druge. Suprotno tome, tokom javne rasprave zainteresovani građanin dostavlja sugestiju, predlog, primedbu, mišljenje, komentar ministarstvu i pri tome, po pravilu, bez saznanja da li je i ko još nešto rekao i šta misli o tome.
7. vrsta pisane informacije nakon događaja, mogućnost da se autorizuju sopstveni i pročitaju stavovi drugih učesnika, da se uputi primedba - na kraju javnog slušanja se sumira rečeno, a nakon završenog javnog slušanja se obavezno sastavlja pisana informacija koja se dostavlja svim učesnicima i omogućava im se da upute primedbe na nju. Kada je reč o javnoj raspravi, najčešće nema povratne informacije niti pregleda stavova.
8. širina primene u odnosu na vrste - primena javnog slušanja je šira jer obuhvata zakonodavna javna slušanja, kontrolna javna slušanja i u mnogim državama i istražna javna slušanja, odnosno parlamentarne istrage. Javna rasprava se, po pravilu, sprovodi (samo) u vezi sa zakonodavnim pitanjima, tj. u zakonodavnom postupku, u vezi sa nacrtom zakona, drugog propisa ili akta.
9. broj sprovođenja na istu temu - javno slušanje se može organizovati i tokom javne rasprave, i nakon javne rasprave, i nezavisno od javne rasprave, i za pitanja za koja javna rasprava nije nikada organizovana, a može se organizovati i više puta na istu temu. Javna rasprava se nikada ne organizuje dva puta na istu temu, pa time nema ni prvo zakonodavne, a potom kontrolne javne rasprave.
10. javnost celog toka, tj. prisustvo medija i direktni prenos – za javnogslušanje karakteristično je prisustvo medija tokom čitavog toka javnog slušanja, javno slušanje se direktno prenosi, snimci kompletnog toka svih javnih slušanja su stalno javno dostupni na veb-sajtu Narodne skupštine. Kada je reč o javnoj raspravi, iako u svom nazivu sadrži termin javna, u praksi to ne znači da je celokupan tok javne rasprave sa svim detaljima dostupan javnosti. Najčešće nema prisustva medija tokom cele javne rasprave niti direktnog prenosa nekog okruglog stola. Ne postoje snimci svih održanih javnih rasprava u celini niti su oni dostupni na sajtovima ministarstava niti vlade.
11. način iznošenja stavova učesnika (usmeno ili pismeno) - na javnom slušanju uvek je reč o usmenom izlaganju i ono je osnovna ideja. Tokom javne rasprave se, po pravilu, ne iznose usmeno stavovi, već se zainteresovani pozivaju da pisanim putem (najčešće na e-mail adresu ministarstva) upute pisane sugestije, predloge i primedbe.
12. obaveznost održavanja - Održavanje javnog slušanja nikada nije obaveza, već uvek (samo) mogućnost. Javna rasprava je u određenim slučajevima obavezna faza u pripremi predloga zakona, a u drugim fakultativna.
13. pravni okvir – različiti propisi uređuju održavanje javne rasprave i javnog slušanja.[2]

## Nedostaci prilikom organizovanja javnih rasprava
CRTA (Centar za istraživanje, transparentnost i odgovornost) je iznela određene nedostatke pravnog okvira za sprovođenje javne rasprave:
1. nedovoljno jasni kriterijumi za procenu za koji će propis i za koju vrstu pravnih akata biti obavezna javna rasprava;
2. nedefinisani standardi i načini pravovremenog informisanja javnosti o planu zakona predviđenih za javnu raspravu;
3. delimično propisan način na koji se postupa s rezultatima javne rasprave;
4. ne postoji	obaveza da se izveštaj o rezultatima javne rasprave dostavi	učesnicima sa informacijama i obrazloženjima o prihvaćenim ili	odbijenim predlozima i sugestijama;
5. nepostojanje	kriterijuma za procenu uspešnosti javnih rasprava, odnosno kada se	smatraju neuspešnim i kada ih treba ponoviti.[3]

## Kako unaprediti javnu raspravu
Prema preporukama Evropske komisije, javne rasprave treba da obuhvataju širu javnost i da budu u realnijim vremenskim okvirima kako bi se svim zainteresovanim stranama omogućilo da daju svoj kvalitativan doprinos, kao i da je ovo neophodno kod nacrta zakona koji imaju veliki ekonomski i društveni uticaj.

## Spoljašnje veze
Javna rasprava i zakoni